# Park Ji-yeon
Park Jiyeon (hangul: 박지연; hanja: 朴芝姸; rr: Bag Ji-yeon; MR: Pak Chi-yŏn; nascida em 7 de junho de 1993), mais frequentemente creditada apenas como Jiyeon (hangul: 지연), é uma cantora e atriz sul-coreana. É mais popularmente conhecida por ser integrante do grupo feminino T-ara.

## Biografia

### 1993–2007: Vida antiga
Jiyeon nasceu em Seul, Coreia do Sul, no dia 7 de junho de 1993, vindo de uma família coreana. Ela estudou na Seoul Arts High School, na Hyehwa Girls' High School e na Lila Art High School, se formando na última citada, em 2012.

### 2008–2012: Começo de sua carreira e debut no T-ARA
Ela e Eunjung são os únicos membros do T-ARA a serem treinadas na atuação. Ao invés de serem atrizes, elas passaram a cantar ao invés de permanecer em suas intenções originais.
Ji-yeon manifestou interesse em modelar. Em 2008, quando ela tinha 15 anos, Ji-yeon apareceu em diversos ensaios fotográficos e anúncios de roupas para a empresa Smart com o boy group sul-coreano SHINee. Ela colaborou com o Davichi e o SeeYa no single digital "Female Generation/Forever Love", qual foi lançado em maio de 2009, sendo a primeira membro do T-ARA a aparecer em público. Ela apareceu nos videoclipes "Saranghae" e "My Love is Crying" do SG Wannabe. Mais tarde, a mídia coreana começou a chamar Jiyeon de "Pequena Kim Tae-hee" por causa de sua semelhança com a atriz.
No mesmo ano de 2008, ela ganhou o Smart Model Contest. Consequentemente, ela fez uma audição no Mnet Casting System e se junto na empresa. T-ARA debutou no dia 29 de julho de 2009, quando Jiyeon tinha apenas 16 anos de idade; a maioridade dos integrantes do grupo era nos vinte anos. Ela foi a integrante mais nova até que Ahreum entrou em junho de 2012, seguida por Dani, quem entrou em dezembro do mesmo ano.

## Discografia

#### EPs
| Título                                                                                | Detalhes do Álbum | Posição nas paradas | Posição nas paradas | Posição nas paradas | Vendas         |
| Título                                                                                | Detalhes do Álbum | KOR                 | TWN                 | TWN Leste Asiático  | Vendas         |
| ------------------------------------------------------------------------------------- | --- | ------------------- | ------------------- | ------------------- | -------------- |
| Never Ever                                                                            | - Lançamento: 20 de maio de 2014 - Gravadora: Core Contents/ KT Music - Formatos: CD, download digital Lista de Faixas 1. "1 Minute 1 Second (Never Ever)" (1분 1초; 1 Bun 1 Cho) 2. "Yeouido Cherry Blossom" (여의도 벚꽃길; Yeouido Beotkkotgil) 3. "Marionette" (꼭두각시; Kkokdugaksi) 4. "1 Minute 1 Second (Never Ever)" (Instrumental) 5. "Yeouido Cherry Blossom" (Instrumental) 6. "Marionette" (Instrumental) | 3                   | 11                  | 2                   | - KOR: 15 639+ |
| "—" denota lançamentos que não apareceram nos charts ou não foram lançadas na região. | |                     |                     |                     |                |

### Singles
| Ano                                                                                   | Título                           | Posição nas Paradas | Posição nas Paradas | Vendas               | Álbum        |
| Ano                                                                                   | Título                           | KOR Gaon            | KOR Billboard       | Vendas               | Álbum        |
| ------------------------------------------------------------------------------------- | -------------------------------- | ------------------- | ------------------- | -------------------- | ------------ |
| 2013                                                                                  | "My Sea"                         | —                   | —                   | - KOR (DL):          | Bunny Style! |
| 2014                                                                                  | "1 Minute 1 Second (Never Ever)" | 17                  | 6                   | - KOR (DL): 283 255+ | Never Ever   |
| "—" denota lançamentos que não apareceram nos charts ou não foram lançadas na região. |                                  |                     |                     |                      |              |

### Trilhas sonoras
| Ano  | Título              | Álbum                   | Canção               | Duração | Notas                                                     |
| ---- | ------------------- | ----------------------- | -------------------- | ------- | --------------------------------------------------------- |
| 2009 | MBC Cinderella Man  | Cinderella Man OST      | "Women's Generation" | 3:32    | com SeeYa e Davichi                                       |
| 2009 | MBC Cinderella Man  | Cinderella Man OST      | "Forever Love"       | 3:32    | com SeeYa e Davichi                                       |
| 2010 | KBS Master of Study | Master of Study OST     | "Rolling"            | 4:01    | Solo                                                      |
| 2010 | KBS Jungle Fish 2   | Jungle Fish 2 OST       | "Little By Little"   | 4:10    | Solo                                                      |
| 2010 | SBS Coffee House    | Coffee House OST Part 3 | "Coffee Over Milk"   | 3:35    | com Hyomin do T-ara e Lee Boram do SeeYa                  |
| 2012 | KBS Dream High 2    | Dream High 2 OST Part 4 | "Superstar"          | 3:42    | com Hyorin & Ailee                                        |
| 2012 | KBS Dream High 2    | Dream High 2 OST Part 7 | "Together"           | 4:19    | com JB                                                    |
| 2012 | KBS Dream High 2    | Dream High 2 OST Part 8 | "Day after Day"      | 3:43    | Solo                                                      |
| 2013 | Bunny Style!        | Bunny Style!            | "Dangerous Love"     | 3:41    | com Eunjung e Hyomin                                      |
| 2014 | MBC Triangle        | Triangle OST            | "Kiss and Cry"       | 3:31    | com Cho Seunghee (F-ve Dolls) and Shorry J (Mighty Mouth) |

## Filmografia

### Cinema
| Ano  | Título                               | Papel                         |
| ---- | ------------------------------------ | ----------------------------- |
| 2010 | Death Bell 2: Bloody Camp            | Lee Se Hui                    |
| 2011 | Jungle Fish 2 (versão para o cinema) | Seo Yool                      |
| 2011 | Gnomeo & Juliet                      | Juliet (dublagem sul-coreana) |
| 2011 | Gisaeng Ghost                        | cameo                         |
| 2015 | Encounter                            |                               |

### Dramas e shows de variedade de televisão
| Ano       | Título                    | Papel                 | Rede |
| --------- | ------------------------- | --------------------- | ---- |
| 2007      | Hello! Miss               | Participação especial | KBS  |
| 2007      | Lobbyist                  | Participação especial | KBS  |
| 2008      | Aeja's Older Sister Minja | Maeng Na Yeon         | KBS  |
| 2009      | Soul                      | Yoon Doo Na           | SBS  |
| 2009      | High Kick!                | Lee Yuri              | MBC  |
| 2010      | Master of Study           | Na Hyun Jung          | KBS  |
| 2010      | Jungle Fish 2             | Seo Yool              | KBS  |
| 2010–2011 | Heroes                    | Ela mesma             | SBS  |
| 2010–2011 | MBC Show! Music Core      | Apresentadora         | MBC  |
| 2011      | Ms. Ripley                | Yuu                   | MBC  |
| 2011      | Running Man               | Convidada             | SBS  |
| 2012      | Dream High 2              | Rian                  | KBS  |
| 2014      | Triangle                  | Sung Yoo-jin          | MBC  |
| 2016      | My Runway                 | Han Seo Yeon          | MBC  |

### Aparições em vídeos musicais
| Ano                | Título da canção              | Artista                                                                    |
| ------------------ | ----------------------------- | -------------------------------------------------------------------------- |
| 2008 (pré-estreia) | "Never Ending Story"          | SMASH                                                                      |
| 2009 (pré-estreia) | "My Cry Baby" & "Saranghae"   | SG Wannabe                                                                 |
| 2010               | "Soul" (ver.1)                | Yangpa                                                                     |
| 2010               | "Soul" (ver.2)                | Yangpa                                                                     |
| 2010               | "I Have To Let You Go"        | Young Gun                                                                  |
| 2011               | "Shake it Up"                 | Seo In Guk                                                                 |
| 2012               | "Together" (Dream High 2 OST) | com JB                                                                     |
| 2013               | "Painkiller"                  | T-ara(Soyeon), The SeeYa(Yoojin), 5dolls(Eunkyo) & Speed(Taewoon, Sungmin) |
| 2014               | "More and More"               | The SeeYa                                                                  |

### Teatro Musical
| Ano  | Título                       | Papel         |
| ---- | ---------------------------- | ------------- |
| 2012 | Our Youth, Roly Poly Musical | Han Joo Young |